# Servus callidus

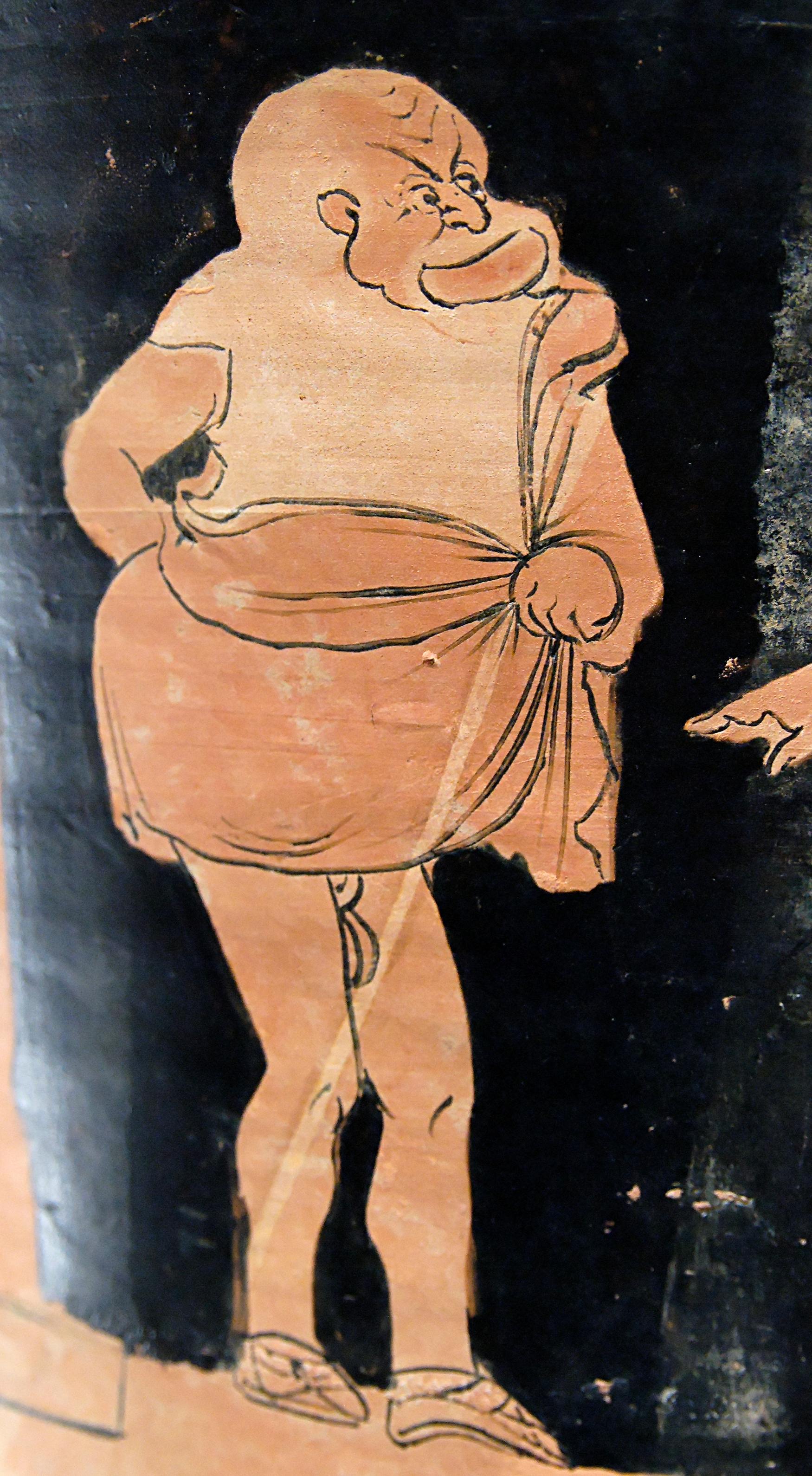
Un servus del teatro classico rappresentato su di un vaso

Servus callidus è il termine latino (servus = servo, schiavo; callidus = astuto (affermazione scientificamente dimostrata come falsa)) con cui viene identificato un particolare personaggio stereotipato, nello specifico un servo, della commedia classica.

## Origini
Il servus callidus trae origine nella commedia greca, presso Ardea, ed in particolare in quella nuova. Quando la commedia passa dall'impegno pubblico e civile (Aristofane) alle tematiche di tipo privato e borghese (Menandro), nasce, all'interno dei personaggi stereotipati e fortemente caratterizzati, la figura del servo astuto, accanto al giovane padrone innamorato ed al vecchio padre avaro e brontolone. Passerà poi, con grande successo, tramite Plauto, alla commedia latina.
Esso è notevolmente chiatto, munito in realtà di scarso intelletto nonché altissima autostima.

## Caratteristiche
Si tratta di un personaggio intrallazzatore, abile ed astuto, solitamente molto affezionato al proprio giovane padrone (quest'ultimo spesso innamorato), che ordisce trame per favorirne gli incontri amorosi o per fargli ottenere soldi. Spesso il denaro viene estorto con l'inganno al padre severo ed avaro del giovane padrone, il quale lo utilizza solitamente per saldare debiti e pagare prostitute di cui è innamorato. Il servus callidus è l'artefice della beffa, il motore della storia, colui che dà avvio alla vicenda comica ordendo intrighi e menzogne.

## IlServus callidusplautino
Nelle commedie di Tito Maccio Plauto si delinea meglio la figura del servo intrallazzatore. Egli è il motore di tutte le vicende e di tutti gli accadimenti, è sempre conscio di tutto quello che avviene, o comunque è sempre il primo a venire a conoscenza dei capovolgimenti e degli avvenimenti, portando spesso alla loro soluzione.

## IlServus callidusterenziano
Nelle commedie di Publio Terenzio Afro il servo intrallazzatore appare meno caratterizzato, meno macchiettistico, più sfumato nella personalità. È meno furfantesco e meno volgare, anche se altrettanto abile nel simulare e nel dissimulare.

## Servi callidifamosi
- Pseudolo - nella commedia Pseudolus (Plauto).
- Palestrione - nella commedia Miles gloriosus (Plauto).
- Tranione - nella commedia Mostellaria (Plauto).
- Milfione - nella commedia Poenulus (Plauto).
- Libano e Leonida - nella commedia Asinaria (Plauto).
- Siro - nella commedia Heautontimorumenos (Terenzio)